# Lidhems säteri, Tingsryds kommun
Lidhems säteri är en herrgård i Väckelsångs socken i Tingsryds kommun i Småland. Gården ligger vid Lidhemssjön. Herrgårtden omfattade 7 och 9/28 mantal och hade 1910 en areal  av 1 666 hektar med stora skogar. Bokskogen var 1910 15 hektar och var en rest av den stora bokskog som under 1600-talet utbredde sig öster om Åsnen.

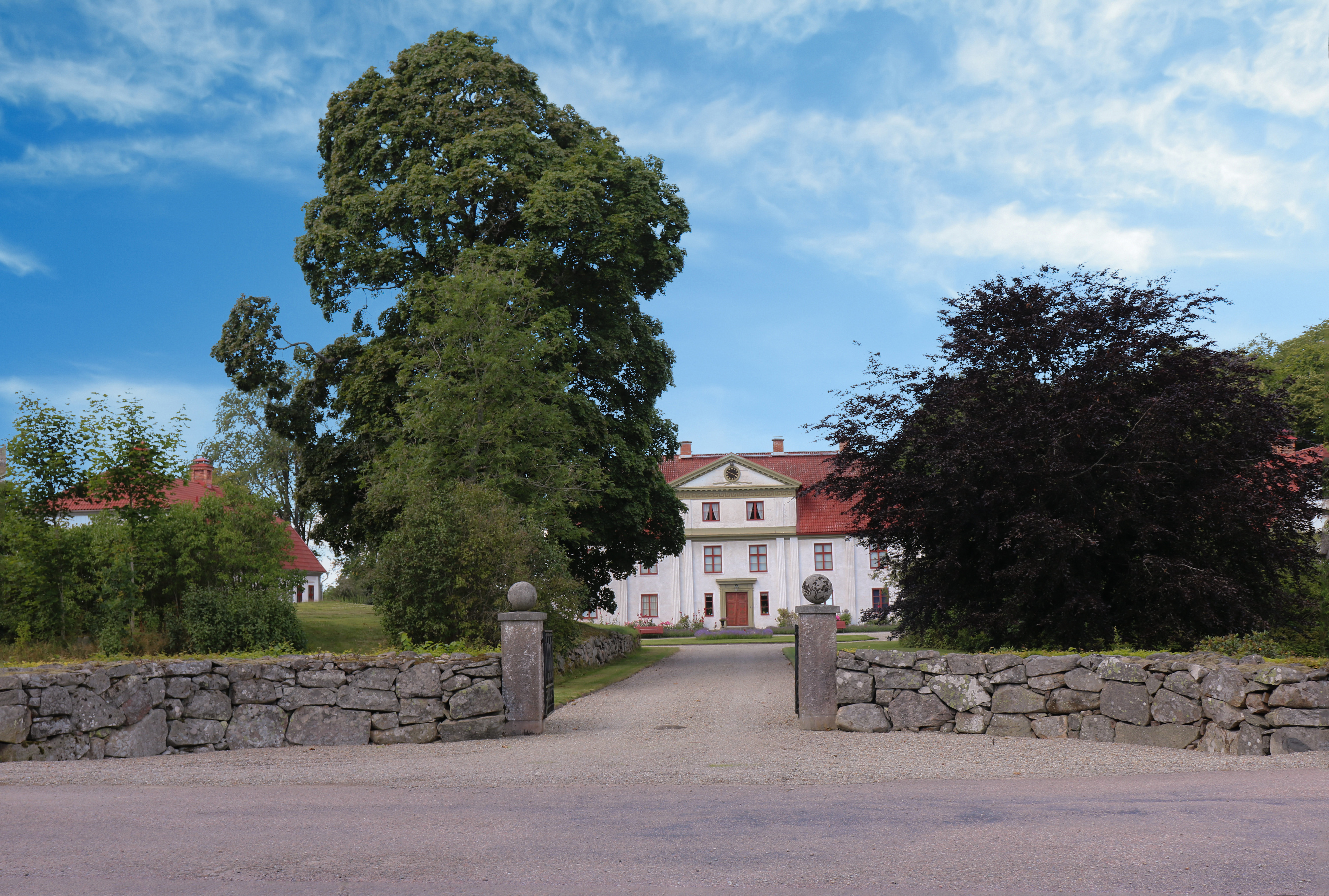
Lidhems säteri. Herrgårdsbyggnaden

Huvudbyggnaden är uppförd av timmer med vitputsad fasad i gustaviansk stil. På 1840-talet tillkom det gavelkrönta mittpartiet i tre våningar, efter ritningar av Theodor von Köhler. Flyglarna uppfördes 1863–1867. De ersatte ett par äldre, mindre flyglar. Flyglarna är byggda i timmer med fasad av gråvit locklistpanel. Vid en ombyggnad på 1930-talet togs flyglarnas frontespiser bort och taken gjordes valmade. 
Till säteriet hör även arbetarbostäder, mejeri, vagnslider, smedja och ett sexkantigt dass. När järnvägen mellan Växjö och Kvarnamåla tillkom fick Lidhem en egen hållplats vid Snappahem. Järnvägen underlättade transporter och försäljning av gårdens varor. 

## Historia
Gårdens namn skrevs på 1400- och 1500-talen Line, Lina eller Liem. Äldste kände ägaren till Line är väpnaren Bengt Magnusson Ryd (1417,1425) och sonen Gise Bengtsson (1427).  
Under de av krig och oro präglade 1500-talet bodde ägarna till Lidhem sällan på gården och gården förföll. Detta förändrades med släkten Rosenbielke efter 1650. Åkerbruket minskades driften i stora betesmarker för avelsdjur. 1666 lades frälsehemmanen ihop och egendomen blev säteri. På en karta 1683 består Line Hovgård av tre hemman. På 1600-talet omfattade byn Line sju gårdar förutom sätesgården. Under senare delen av 1600-talet ägdes Lidhem av tre generationer av släkten Rosenbielke.1683 klassas gården som väl bebyggd och bebos då av Rosenbielke. Gården såldes 1712 till överste Kr. Boije af Gennäs. Den ärvdes av hans son N. Boije. Efter 1753 ägdes Lidhem av major V. J. Silfversparre och dennes son Volmar Silfversparre. 1760 uppförs två äldre, senare rivna, flygelbyggnader vid mangården. Säteriet övertas 1773  av överjägmästare Per Volmar Silfversparre och 1775 uppförs den nuvarande mangårdsbyggnaden. De nya flygelbyggnader gjorde att den  mangårdsbyggnaden gjorde ett sämre intryck och en ny huvudbyggnad uppfördes 1775 enligt brandförsäkring. Detta är det mest sannolika byggåret men andra uppgifter anger 1750-talet och i så fall före nybyggnaden av flyglarna. Uppgiften att den nuvarande huvudbyggnaden i två våningar är uppförd 1798 av Salomon von Köhler i nordisk familjebok stämmer alltså inte. Däremot är Salomon Christoffer von Köhler och Henrica Birgitta Wachtmeister av Johannishus ägare till Lidhem 1791. Per Volmar Silfversparre sålde enligt Nordisk Familjebok gården Lidhem till Salomon von Köhler två år tidigare 1789. Von Köhler ägnade sig mest åt gårdens omgivningar och under hans tid rättades infartsvägen till Lidhem och allen planterades.  
Efter von Köhlers död 1819 hade under 1820-talet gården en period med dålig ekonomi. 1824 försäljs Lidhem på utmätningsauktion och 1826 ägs gården av ett bolag bestående av  landshövdingen A. J. Grill och J. D. Husberg. 1829 försätts Lidhem åter i konkurs och 1830 försäljs Lidhem på en utmätningsauktion till Carl Henrik Barchaeus. Hans dotter Carolina Barchaeus och Evert Taube af Odenkat övertar gården från 1836 och den ägs sedan av släkten Taube af Odenkat till 1916 då den övertogs säteriet av Broder Sten Leijonhufvud och hans hustru Hanna Elisabeth Hedvig Charlotta Lewenhaupt dotterdotter till Carolina Barchaeus. Lidhem ägs fortsatt av släkten Leijonhufvud. 
Lidhem förklarades som byggnadsminne 1983. 1988 anlade Lidhems GK en golfbana men klubben gick i konkurs 2008 och golfbanan har återförts till  herrgårdens jordbruksmarker. Golfklubbens klubbhus byggt 1990 revs en kort tid efter konkursen.